# Dietrich Möller (Politiker)

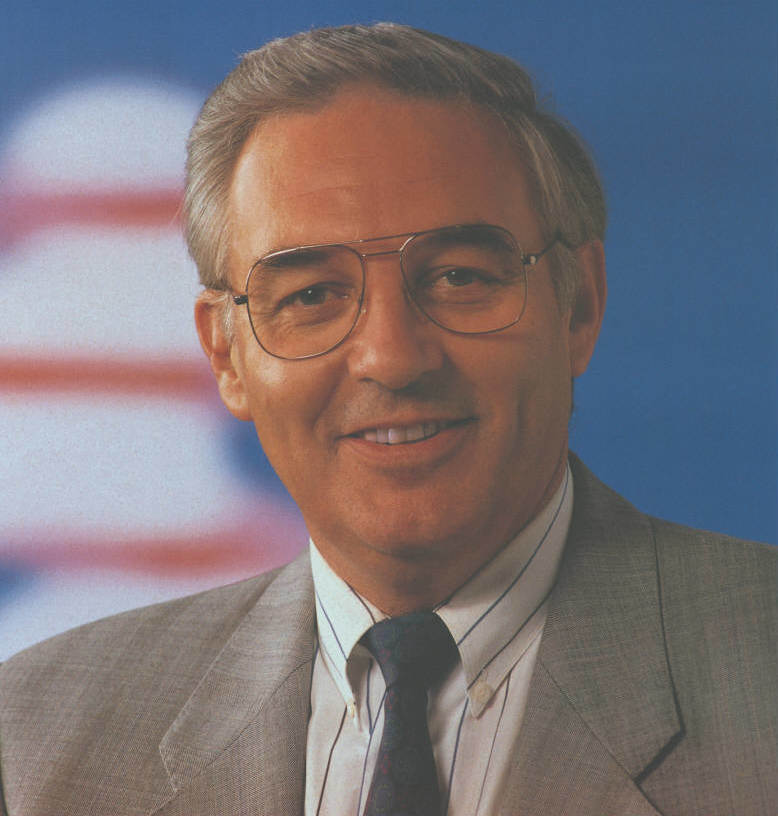
Dietrich Möller im Jahr 1991

Dietrich Möller (* 3. November 1937 in Dortmund; † 28. Dezember 2024 in Weimar-Oberweimar) war ein deutscher Politiker der CDU.

## Biografie
Möller absolvierte zunächst eine Ausbildung zum Landwirtschaftsmeister. Sein erstes politisches Mandat übernahm er im Kreistag des Landkreises Marburg, dem er von 1972 bis 1994 angehörte (ab 1974: Kreistag des Landkreises Marburg-Biedenkopf). Von 1978 bis 1993 war er als Abgeordneter der CDU Mitglied des Hessischen Landtags. Dort diente er unter anderem als agrarpolitischer Sprecher der CDU-Fraktion und war zwischenzeitlich deren stellvertretender Vorsitzender.
Am 30. Juni 1993 legte er sein Mandat nieder, um als Nachfolger des aus Krankheitsgründen zurückgetretenen Hanno Drechsler das Amt des Oberbürgermeisters von Marburg zu übernehmen. Möller blieb zwölf Jahre Stadtoberhaupt.
Möller lebte zuletzt im Weimarer Ortsteil Oberweimar, wo er Ende Dezember 2024 im Alter von 87 Jahren starb.

## Ehrungen
Bei seiner Verabschiedung in den Ruhestand wurde er für seine Verdienste um die Stadt zum Ehrenbürger ernannt. Am 14. August 2006 erhielt Möller das Bundesverdienstkreuz I. Klasse.

## Weitere Ämter
Dietrich Möller war Präsident des Landesjagdverbandes Hessen. Von 2005 bis 2013 war Möller Präsident des Fußballvereins VfB Marburg.